# کریستیان بارتولومه

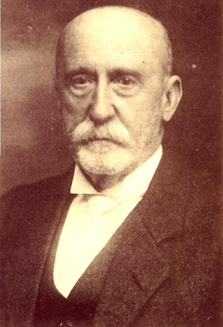
کریستیان بارتولومه

کریستیان بارتولومه یا کریستیان بارتلمه (به آلمانی: Christian Bartholomae) (زادهٔ ۲۱ ژانویهٔ ۱۸۵۵- درگذشتهٔ ۱۹۲۵) زبان‌شناس و خاورشناس آلمانی بود. بارتلمه دکتریِ خود را در رشتهٔ زبان‌شناسی سامی در ۱۸۷۷ گرفت. او استاد زبان سانسکریت بود.
او تحصیلاتش را بین سال‌های ۱۸۷۲ تا ۱۸۷۷ در دانشگاه مونیخ ادامه داد. سپس در دانشگاه‌های هاله ویتنبرگ، مونستر، گیسن، و هایدلبرگ به تدریس پرداخت.
نام او با قانون بارتولومه، یک قانون آهنگ و تلفظ زبان‌های هندوایرانی، همراه است.

## آثار
- دستور لهجه‌های ایران قدیم

کریستیان بارتولومه، با تألیف دستور زبان قدیم ایرانی و در کنار آن با تألیف فرهنگ زبان ایرانی باستان (۱۹۰۴)، ترجمهٔ تازه‌ای را از اوستا آماده می‌کرد که قسمت گاثاهای آن را خود او به پایان رساند (۱۹۰۵). ترجمهٔ قسمت‌های دیگرِ اوستا، که در چاپ گِلدنر موجود است، کاری پرزحمت بود، و فریتز ولف پیش از تألیف پایان‌نامهٔ دکتریِ خود به آن پرداخت و در سال ۱۹۱۰ آن را به پایان رساند و با سپاسگزاری و احترام به استاد خود اهدا کرد. در سال ۱۹۲۴ چاپ تازه و تغییرنیافته‌ای از آن تحت عنوان ترجمه بر اساس فرهنگ زبان قدیم ایرانی تألیف کریستیان بارتولومه انتشار یافت. مقصود مترجم آن بود که کارش تا حد امکان درست مطابق با آنچه بر اساس کارهای استادش از متن اوستا مفهوم می‌شود باشد و عقاید خود مترجم با آن درنیامیزد.
- تحقیقات درباب سکه‌شناسی اشکانی
- خاطره‌های مجمع آثار عتیقه
- ترجمهٔ گات‌ها
- ترجمهٔ ارت‌یشت
- فرهنگ لغات قدیم